# Panhard PL 17

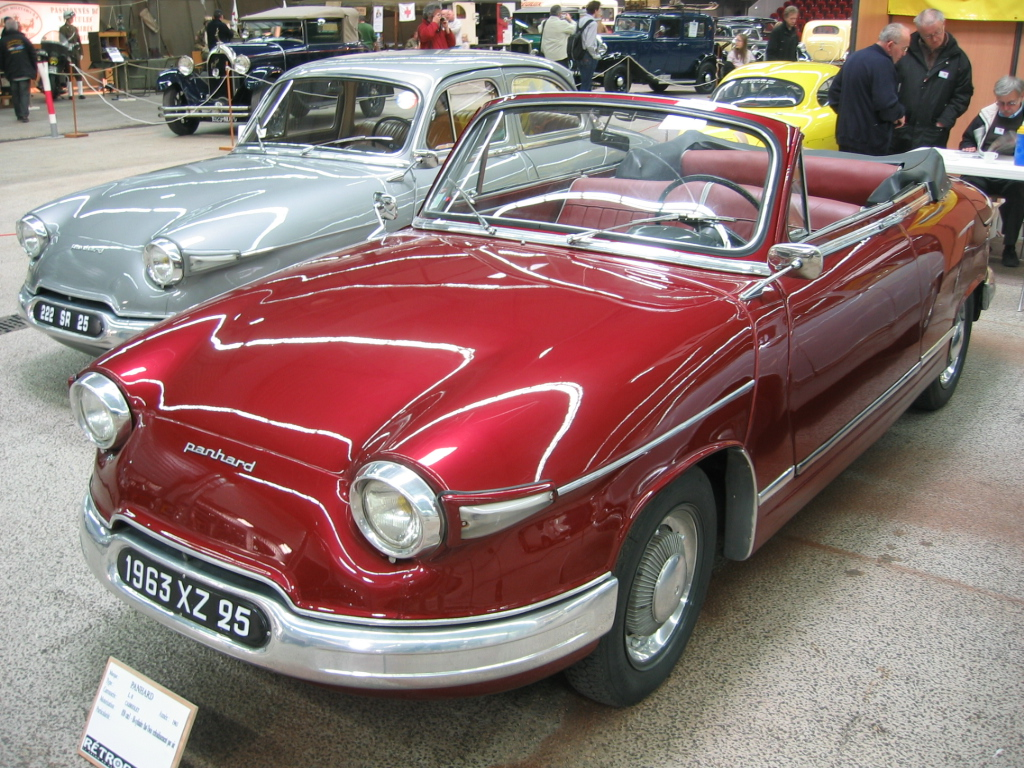
Cabriolet

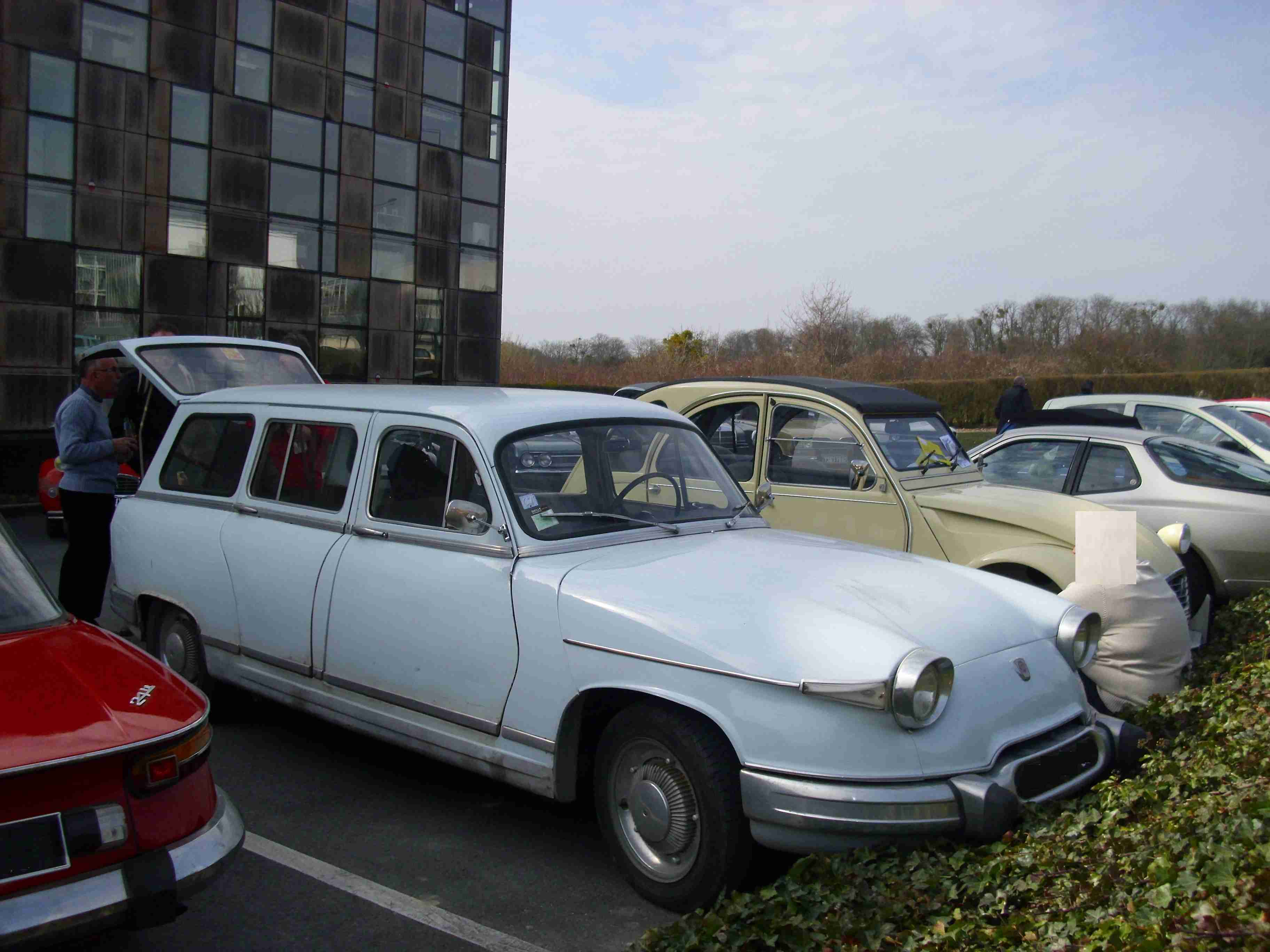
Kombi

Der Panhard PL 17 war ein Modell des französischen Herstellers Panhard. Er wurde am 29. Juni 1959 als Nachfolger des Modells Dyna Z auf den Markt gebracht und bis 1965 hergestellt. Der Wagen war eine Weiterentwicklung seines Vorgängers, wies aber eine noch stromlinienförmigere Karosserie auf.

## Modellname
Das „PL“ stand für „Panhard & Levassor“ (so hieß die Firma bis 1945) und sollte eine ähnliche Eleganz wie das „DS“ von Citroën ausstrahlen. Die „17“ stellt die Summe aus 5 CV (französische Steuer-PS), 6 Sitzplätzen und 6 Liter auf 100 km (Benzinverbrauch) dar.
Ab 1964 wurde das „PL“ weggelassen. Dies fällt etwa mit der Übernahme der PKW-Produktion von Panhard durch Citroën zusammen.

## Technische Daten
Der Wagen übernahm den luftgekühlten Motor seines Vorgängers Dyna Z mit 851 cm³ Hubraum und 42 PS (31 kW). Das Modell „Tigre“ hatte 50 PS (37 kW). Die Motoren hatten zwei Zylinder in Boxeranordnung und waren hinten an das Getriebe und vorne an zwei Auspuffrohre angeschlossen. Ab dem Modelljahr 1964 (d. h. ab Juli 1963) sank der Hubraum auf 848 cm³ und die Leistung stieg auf 50 PS (37 kW), bzw. 60 PS (44 kW) für den „Tigre“.
Die Vorderräder wurden über ein Vierganggetriebe mit Lenkradschaltung und Synchronisierung in den Gängen 2 bis 4 angetrieben.
Die Standardausführung wog etwa 805 kg, der Tigre 830 kg. Dieses geringe Gewicht zusammen mit der aerodynamischen Form (cw-Wert etwa 0,26) sorgte für eine Höchstgeschwindigkeit von 130 km/h für die Standardausführung und 145 km/h für den Tigre.
Die Vorderräder waren an zwei Querblattfedern aufgehängt, die Hinterräder mit einer starren Deichselachse an Längsstreben mit drei Torsionsstäben auf jeder Seite.
Die Lehne der Rückbank konnte ausgebaut werden, sodass der mit 527 Liter große Kofferraum weiter vergrößert werden konnte. 1964 wurde das Reserverad aus dem Kofferraum unter die Motorhaube verlegt, wo es über den Luftfilter passte. Die Felgen hatten jeweils ein großes Loch in ihrer Mitte: sie waren, wie auch beim Renault 4CV, am äußeren Rand der Aluminium-Bremstrommeln, an den dafür vorgesehenen „Ohren“, angeschraubt.

## Modelle
| Modell                    | Bauzeitraum       | Motorbauart         | Hubraum | Steuer-PS (fr.) | Leistung      |
| ------------------------- | ----------------- | ------------------- | ------- | --------------- | ------------- |
| L1 Standard               | 07/1959 – 08/1960 | 2-Zyl.-Boxer 4-Takt | 851 cm³ | 5 CV            | 42 PS (31 kW) |
| L1 Tigre                  | 07/1959 – 08/1960 | 2-Zyl.-Boxer 4-Takt | 851 cm³ | 5 CV            | 50 PS (37 kW) |
| L2 Tigre (Cabriolet)      | 03/1960 – 10/1960 | 2-Zyl.-Boxer 4-Takt | 851 cm³ | 5 CV            | 50 PS (37 kW) |
| L3 Standard Export        | 08/1959 – 07/1960 | 2-Zyl.-Boxer 4-Takt | 851 cm³ | 5 CV            | 42 PS (31 kW) |
| L4 Standard               | 07/1960 – 09/1962 | 2-Zyl.-Boxer 4-Takt | 848 cm³ | 5 CV            | 42 PS (31 kW) |
| L4 Tigre                  | 07/1960 – 09/1962 | 2-Zyl.-Boxer 4-Takt | 848 cm³ | 5 CV            | 50 PS (37 kW) |
| L5 Tigre (Cabriolet)      | 10/1960 – 09/1962 | 2-Zyl.-Boxer 4-Takt | 848 cm³ | 5 CV            | 50 PS (37 kW) |
| L6 Standard               | 09/1962 – 06/1965 | 2-Zyl.-Boxer 4-Takt | 848 cm³ | 5 CV            | 50 PS (37 kW) |
| L7 Tigre                  | 09/1962 – 06/1965 | 2-Zyl.-Boxer 4-Takt | 848 cm³ | 5 CV            | 60 PS (44 kW) |
| L8 Tigre (Cabriolet)      | 09/1962 – 06/1963 | 2-Zyl.-Boxer 4-Takt | 848 cm³ | 5 CV            | 60 PS (44 kW) |
| L9 Standard (Kombi)       | 05/1963 – 05/1965 | 2-Zyl.-Boxer 4-Takt | 848 cm³ | 5 CV            | 50 PS (37 kW) |
| WL1 Standard (Utilitaire) | 12/1959 – 07/1960 | 2-Zyl.-Boxer 4-Takt | 851 cm³ | 5 CV            | 42 PS (31 kW) |
| WL2 Standard (Utilitaire) | 12/1959 – 06/1960 | 2-Zyl.-Boxer 4-Takt | 851 cm³ | 5 CV            | 42 PS (31 kW) |
| WL3 Standard (Utilitaire) | 06/1960 – 07/1962 | 2-Zyl.-Boxer 4-Takt | 851 cm³ | 5 CV            | 42 PS (31 kW) |
| WL4 Standard (Utilitaire) | 06/1960 – 07/1962 | 2-Zyl.-Boxer 4-Takt | 851 cm³ | 5 CV            | 42 PS (31 kW) |
| WL5 Standard (Utilitaire) | 09/1962 – 05/1965 | 2-Zyl.-Boxer 4-Takt | 848 cm³ | 5 CV            | 50 PS (37 kW) |
| WL6 Standard (Utilitaire) | 09/1962 – 05/1965 | 2-Zyl.-Boxer 4-Takt | 848 cm³ | 5 CV            | 50 PS (37 kW) |

## Das Ende
1967 stellte Citroën die Produktion des Wagens ein. Das Modell 24 trug in den letzten zwei Jahren zwar noch den alten Namen, hatte zusätzlich aber Typenschilder von Citroën. Nach Ende der Pkw-Fertigung bei Panhard gab es unter diesem Namen nur noch Militärfahrzeuge – diesen Firmenteil betrieb Citroën unter dem alten Markennamen und mit Jean Panhard als Geschäftsführer weiter.